# Boleslav II van Bohemen
Boleslav II "Pobožný" (de Vrome) (ca. 928 – 7 februari 999) was van 967 tot zijn dood in 999 hertog van Bohemen.
Boleslav was de zoon van Boleslav I en Biagota. Na enkele jaren lukte het hem om een bisdom te stichten in Praag (973); hieraan dankt hij zijn bijnaam. Boleslav had een zelfstandige Boheemse kerkprovincie willen stichten maar keizer Otto II maakte het bisdom van Praag ondergeschikt aan het aartsbisdom van Mainz. Boleslav was een van de partijgangers van Hendrik II van Beieren (hertog). Toen Otto in 976 Hendrik had verslagen, vluchtte die naar Bohemen. Otto's legers trokken tweemaal Bohemen in maar konden Boleslav niet onderwerpen. In 977 onderwierp Boleslav zich uit eigen beweging en tijdens het paasfeest van 978 werd hij feestelijk als hertog van Bohemen bevestigd.
In 981 begon de machtige edelman Soběslav, van de edelenfamilie Slavnikovci die grote bezittingen in het zuiden en oosten van Bohemen had, naar onafhankelijkheid te streven. Na zware gevechten moest Soběslav naar Polen vluchten maar hij kende wel een succesje toen zijn broer Adalbert van Praag bisschop werd van Praag. Adalbert kwam door zijn hervormingsijver al snel in problemen met de adel en geestelijkheid in Bohemen en verbleef daarom vooral buiten Bohemen.
Na de dood van Otto probeerde Hendrik weer koning te worden. Boleslav erkende in 984, net zoals Mieszko I van Polen, Hendrik als vorst. Boleslav probeerde verder vooral zijn eigen positie te verbeteren ten koste van Polen. Toen Mieszko zijn zoon met een dochter van de markgraaf van Meißen liet trouwen, bezette Boleslav, met toestemming van Hendrik, de burcht van Meißen en verdreef hij de bisschop. Mieszko liet het huwelijk toen annuleren en liet zijn zoon met een Hongaarse prinses trouwen, wat potentieel een veel groter probleem voor Bohemen was. Mieszko koos enige tijd later de kant van de minderjarige keizer Otto III maar Boleslav bleef Hendrik trouw; zelfs toen Hendrik Otto als keizer erkende bleef Boleslav zijn bondgenoot.
Politiek werd de positie van Boleslav steeds zwakker en in 987 moest hij de burcht van Meißen opgeven. In 990 kwam hij in open oorlog met Polen over Silezië, dat toen Boheems gebied was. De aartsbisschop van Maagdenburg weigerde te bemiddelen omdat Boleslav zich tegen Polen had verbonden met heidense stammen uit de Lausitz. Boleslav gaf daarom dat bondgenootschap op en nam in 992 zelfs deel aan een veldtocht tegen deze stammen. Tijdens de veldtocht werd hij getroffen door een beroerte waardoor hij een tijd lang het bestuur niet kon uitoefenen en hij herstelde maar gedeeltelijk. Silezië was inmiddels verloren gegaan. Om middelen te vinden om zijn leger te versterken zou hij zelfs christelijke onderdanen als slaven hebben verkocht (het handelen in niet-christelijke slaven werd wel acceptabel gevonden).
In 995 zond Boleslav een leger naar Libice nad Cidlinou waar de belangrijkste burcht was van Soběslav. De burcht werd verwoest en nagenoeg de hele familie Slavnikovci werd uitgemoord. Kort voor zijn dood stichtte Boleslav een klooster op een eiland in de Moldau bij Hradištko (okres Praha-západ). Hij werd begraven in de basiliek van Sint-Joris te Praag.
De vrouw van Boleslav heette Emma. Mogelijk had hij meerdere of eerdere vrouwen. Boleslav had de volgende kinderen:
- Václav, jong overleden;
- Boleslav III van Bohemen;
- Jaromír van Bohemen;
- Oldřich van Bohemen;
- Luta.

## Voorouders
| Voorouders van Boleslav II van Bohemen | Voorouders van Boleslav II van Bohemen                  | Voorouders van Boleslav II van Bohemen                  | Voorouders van Boleslav II van Bohemen                  | Voorouders van Boleslav II van Bohemen                  |
| -------------------------------------- | ------------------------------------------------------- | ------------------------------------------------------- | ------------------------------------------------------- | ------------------------------------------------------- |
| Overgrootouders                        | Bořivoj I van Bohemen (850-889) ∞ Ludmilla van Psov (-) | ? (-) ∞ ? (-)                                           | ? (-) ∞ ? (-)                                           | ? (-) ∞ ? (-)                                           |
| Grootouders                            | Vratislav I van Bohemen (888-921) ∞ Drahomíra (900-953) | Vratislav I van Bohemen (888-921) ∞ Drahomíra (900-953) | ? (-) ∞ ? (-)                                           | ? (-) ∞ ? (-)                                           |
| Ouders                                 | Boleslav I van Bohemen (910-972) ∞ Bagiota (901-na 957) | Boleslav I van Bohemen (910-972) ∞ Bagiota (901-na 957) | Boleslav I van Bohemen (910-972) ∞ Bagiota (901-na 957) | Boleslav I van Bohemen (910-972) ∞ Bagiota (901-na 957) |
| Boleslav II van Bohemen (928-999)      |                                                         |                                                         |                                                         |                                                         |